# 日本の遺跡 (叢書)
日本の遺跡（にほんのいせき）とは、同成社が発行している日本の遺跡を専門とする叢書。先史時代のみならず、幅広く日本の主要な考古遺跡をひとつ採上げ、一冊の本で取扱う。考古学者の菊池徹夫と坂井秀弥が監修、企画を担当し、2005年（平成17年）8月以来、一月に一冊弱のペースで刊行している。四六判、約二百のページ数で形式が統一されている。